# Eugene Henson
Eugene ("Gino") Henson (8 januari 1971) is een Nederlands honkballer.
Henson speelt tweede honkman en gooit en slaat rechtshandig. Voordat hij naar Nederland verhuisde speelde hij eerst als prof voor de organisatie van de Atlanta Braves. Hij kwam voor hen uit in de competitie van de Dominicaanse Republiek. Hij speelde daarna hoofdklasse, achtereenvolgens voor de Twins uit Oosterhout, de Pioniers uit Hoofddorp en ADO uit Den Haag. In 2002 verhuisde hij naar HCAW uit Bussum waar hij vijf van zijn meest succesvolle jaren zou hebben waarna hij in het seizoen 2008 koos voor Sparta/Feyenoord. In 2002 kwam hij ook uit voor het Nederlands honkbalteam.